# Beckenweiher (Wiesenfelden)
Der Beckenweiher (604 m ü. NN) ist ein Gewässer in der Gemeinde Wiesenfelden im Naturpark Bayerischer Wald im niederbayerischen Landkreis Straubing-Bogen. Er umfasst eine Fläche von zehn Hektar und gehört zum Naturschutzgebiet Weiherlandschaft bei Wiesenfelden.

## Barrierefreier Rundweg
Um den Beckenweiher führt ein 2,3 km langer barrierefreier Rundweg, der am 6. August 2009 eröffnet wurde. Der Weg ist von Röhrichtzonen, kleinen Wäldchen und extensiv genutzten Feuchtwiesen umgeben. Dieser Rundweg für Wanderer und Spaziergänger ist auch im Winter begehbar und kinderwagen- und rollstuhlfreundlich. Am Wegesrand ist ein Leitsystem aus starkem Rundholz angebracht, das auch Sehbehinderten und Blinden den Rundgang ermöglicht. Fünf Schautafeln informieren z. B. über die hiesige vielfältige Flora und Fauna, den Artenschutz und über die Geschichte des Beckenweihers. Sehbehinderte und Blinde können an den Schautafeln die gedruckten Texte mittels Sprechautomaten abhören und durch zwei abtastbare Pläne den Weg abtasten. Teil des Rundwegs ist ein 110 m langer überdachter Naturbeobachtungssteg, der abends auch beleuchtet ist. 

## Naturschutzgebiet
Der Beckenweiher wurde zusammen mit der Weiherkette bei Pichlberg, dem Großen Hammerweiher und dem Zufluss- und Verlandungsbereich des Neuweihers sowie weiteren Weihern ab 1. März 2003 durch die Regierung von Niederbayern zum Naturschutzgebiet erklärt. Er ist auch der Ausgangs- und Zielpunkt für mehrere markierte Rundwanderwege wie zum Beispiel den Großen Büscherlweg und „Ums Brandmoos“, nach deren Begehung auch Wandernadeln erworben werden können.